# Río Simpson
El río Simpson es un curso natural de agua de Chile que nace en la confluencia del arroyo La Galera y del río Huemules, que definen hasta su confluencia el límite internacional entre Argentina y Chile. El río Simpson fluye desde su inicio hacia el oeste a través de la Región de Aysén del General Carlos Ibáñez del Campo y en su unión con el río Mañihuales da origen al río Aysén.

## Trayecto
Su cuenca cubre una superficie de 3.975 km², comprende parte de las provincias de Coyhaique y Aysén, incluyendo la ciudad de Coyhaique, capital regional, y otras localidades como Balmaceda y Valle Simpson.
El nacimiento del río Simpson, se localiza en la región Subandina Oriental, donde se generan los cursos menores, en la línea limítrofe internacional, donde nacen la mayoría de sus ríos formadores, entre los cuales se tiene el río Huemules (Simpson) uno de los principales, tienen su cabecera en territorio argentino. Además el río Simpson tienen otros afluentes los que se encuentran; Coyhaique, Póllux, Oscuro, Blanco, Blanco Chico, Baguales y Claro. Incluyendo también sistemas lacustres, dentro de los cuales se tiene los siguientes lagos; Póllux, Frío y Cástor. Todos los lagos son de origen glacial y son afluentes del río Póllux. Hans Niemeyer describe su origen así: El río Huemules hace de línea fronteriza en este sector. y al juntarse con el río Oscuro que viene del sur, en territorio Chileno, y con el arroyo La Galera que viene del norte haciendo también de línea fronteriza nace en ella el río Simpson.

## Caudal y régimen
En la cuenca del río Simpson presenta una precipitación media anual es de 839,3 mm/año, el caudal promedio anual es de 60,08 m3/s y la evapotranspiración real es de 325,2 mm/año. Presentando un régimen de comportamiento Pluvio-nival.

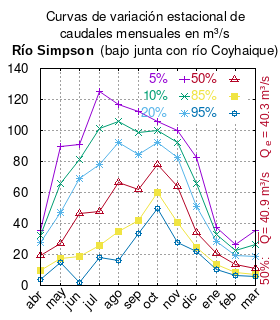
Curvas de variación estacional del río Simpson, aguas abajo de la confluencia con el río Coyhaique.

El caudal del río (en un lugar fijo) varía en el tiempo, por lo que existen varias formas de representarlo. Una de ellas son las curvas de variación estacional que, tras largos periodos de mediciones, predicen estadísticamente el caudal mínimo que lleva el río con una probabilidad dada, llamada probabilidad de excedencia. La curva de color rojo ocre (con {\displaystyle {\color {Red}\vartriangle }}) muestra los caudales mensuales con probabilidad de excedencia de un 50%. Esto quiere decir que ese mes se han medido igual cantidad de caudales mayores que caudales menores a esa cantidad. Eso es la mediana (estadística), que se denota Qe, de la serie de caudales de ese mes. La media (estadística) es el promedio matemático de los caudales de ese mes y se denota {\displaystyle {\overline {Q}}}. 
Una vez calculados para cada mes, ambos valores son calculados para todo el año y pueden ser leídos en la columna vertical al lado derecho del diagrama. El significado de la probabilidad de excedencia del 5% es que, estadísticamente, el caudal es mayor solo una vez cada 20 años, el de 10% una vez cada 10 años, el de 20% una vez cada 5 años, el de 85% quince veces cada 16 años y la de 95% diecisiete veces cada 18 años. Dicho de otra forma, el 5% es el caudal de años extremadamente lluviosos, el 95% es el caudal de años extremadamente secos. De la estación de las crecidas puede deducirse si el caudal depende de las lluvias (mayo-julio) o del derretimiento de las nieves (septiembre-enero).

## Historia
Debido a la conexión con la zona Zona Extraandina o Pampas, que genera el río Simpson,  además de proporcionar una buena fábrica para utensilios líticos, y presenta grandes vestigios de asentamientos como aleros y cuevas, aumentando así las condiciones propicias para un poblamiento humano de sociedades de cazadores recolectores.
En 1870 y 1871 el contraalmirante Enrique Simpson exploró los archipiélagos de las Guaitecas y de los Chonos, se internó por el río Aysén, realizando las primeras cartografías de la zona, descubriendo además una conexión de la zona costera hacia los valles interiores, descubriendo así el río Simpson, que en honor a él lleva su nombre. Dicho río registra una gran importancia para la colonización de la Región de Aysén.
Luis Risopatrón lo describe en su Diccionario jeográfico de Chile (1924):
Simpson (Río). Es cortado por la línea de límites con la Arjentina, por cuyo motivo se erijieron dos pirámides divisorias en su valle, en 1903; en sus vecindades se encuentran unos 50 km² de pampas, aptas para la cría de ganado lanar, de los que unos 30 km² son de mallines, con monte colgado en las faldas, aprovechables en la cría de ganado vacuno. Se encajona a unos 6 kilómetros hacia el W, cubre sus orillas y faldas un espeso bosque, después de cuyo trecho se abre i despeja en su curso al NW; se encuentra abundante pasto i bosque a trechos en las faldas de la ribera derecha. El valle ofrece en pocos puntos menos de 1 km i se ensancha a veces a 4 i 5 km desde la confluencia con el Coihaique hacia abajo, parte en que dominan los coihues i colihuales; sigue con agua cristalina de color verde, que se cambia en lechoso con la lluvia, entre un monte abierto i nuevo i se une con el río Mañiuales para formar el Aisen. Fui llamado así por Steffen en 1897 en honor del capitán señor Enrique M. Simpson, que lo esploró en 1871.

## Población, economía y ecología
Existen varias rutas de acceso, una de las principales es la ruta 245, teniendo una dirección NW-SE. Dependiendo de los distintos sectores se tienen distintas rutas teniéndose como; la ruta X-608 acceso hacia Lago Atravesado, X-667 Acceso hacia los lagos Pollux y Cástor y la ruta 240 dirección a la ciudad de Puerto Aysén.

### Geomorfología
A nivel regional, el río Simpson se aloja en el margen NE de la Región Patagónica y Polar del Islandsis Antártico. Localmente, este río se ubica en la subregión morfológica de las Cordilleras Patagónicas Orientales con Ríos y Lagos de Control Tectónico y Hundimiento (Börgel, 1983), sobre la Cordillera de los Andes bajo el efecto estructurador de la tectónica y modelador de la intensa actividad glacial cuaternaria.
En el recorrido oeste a este del río Simpson se reconocen 3 grandes unidades morfoestructurales, Cordillera Principal, Precordillera y la Zona Extraandina o Pampas Orientales. Se reconoce parcialmente una Cordillera Principal, correspondiendo a las cumbres más altas del área (> 2.000 m s.n.m.). Las rocas aflorantes corresponden a plutones graníticos. Además se tiene que la Precordillera corresponde a cordones montañosos con altitudes que no sobrepasan los 2.000 m s.n.m., adyacente a la Cordillera Principal. Está conformada por rocas volcanoclásticas y sedimentarias, marinas y continentales de edad meso-cenozoica. En el extremo Este, se tiene la Zona Extraandina o Pampas Orientales se observan altitudes variables entre 400 m s.n.m. y 700 m s.n.m., formada principalmente por una cubierta de depósitos cuaternarios de origen glacial, fluvioglacial y glaciolacustre, ocupando hasta la franja cercana a la frontera con Argentina.

### Clima
Se reconocen cuatro zonas climáticas predominantes presentando una evolución de oeste a este; clima marítimo templado-frío y lluvioso, este se encuentra en la zona costera de Puerto Aysén; Clima trasandino con degeneración estepárica, afecta principalmente a la Precordillera, con una pluviometría de 2.500 mm a 400 mm; Clima de hielo por altura, se reconoce en los sectores más altos de la Cordillera Principal y en algunas cumbres de la Precordillera. Y clima de estepa frío, se presenta en la vertiente oriental de los Andes Patagónicos, en la Zona Extraandina. Cabe destacar que existe una evolución de la aridez hacia el Este.

### Flora y fauna
A lo largo del río Simpson se identifican 3 regiones vegetacionales, Bosque magallánico siempre verde, Se trata de una selva siempre verde, que se instala donde las precipitaciones son superiores a 2.000 mm. Las especies dominantes son  "Nothofagus betuloides" (coigue de Magallanes), "Drimys winteri" (canelo), "Maytenus magellanica" (leña dura), "Pilgerodendron uvifera" (ciprés de las Guaitecas) y Austrocedrus chilensis (ciprés de la Cordillera), "Luma apiculada" (Arrayán). En este bosque también se desarrolla gran cantidad de musgos, líquenes y helechos además de arbustos tales como "Berberis  ilicifolia" (chelia),  "Berberis  microphylla" (calafate), "Fuchsia magallánica" (Chilco) y "Ribes  magellanicum" (zarzaparrilla).
La fauna presente en este sector de la cuenca, que corresponde al flanco oriental de la Cordillera Principal, se compone del puma del Sur ("Puma concolor  magellanicus") y en las partes inaccesibles quedan todavía algunos ejemplares de huemul ("Hippocamellus b. bisulcus").
Bosque magallánico caducifolio, Ocupa aproximadamente el sector más oriental de la zona de clima trasandino con degeneración esteparia, separando la formación esteparia de la Zona Extraandina de la selva siempre verde de la Cordillera Principal. Las especies dominantes son: "Nothofagus pumilio" (lenga) y "Nothofagus antártica" (ñirre), los que suelen estar acompañados por coihue, canelo, ciprés de las Guaitecas y por numerosos arbustos y hierbas. La última zona es la Estepa magallánica, donde se tiene un tipo de vegetación que se presenta en la Zona Extraandina, ocupando terrenos suavemente ondulados, bajo la influencia del clima de estepa frío. Está compuesta principalmente por gramíneas que crecen en champas, entre las cuales la más importante es "Festuca gracilita" (coirón). Los principales arbustos son  "Berberis empetrifolia" (zarcilla), "Berberis microphylla" (calafate),  "Chiliotrichium diffusum" (mata verde), "Baccharis magellanica" y "Empetru rubrum" (brecillo). 
En la Zona Extraandina, la fauna es abundante, destacando el guanaco ("Lama guanacoe") y la avestruz ("Pterochemia pennata"), además caiquenes ("Chloephaga picta").